# Fargas (Òlt)
Fargas (en francès Fargues) és un antic municipi francès, situat al departament de l'Òlt i a la regió d'Occitània.
El municipi tenia Fargas com a capital administrativa, i també comptava amb els agregats de Vicarin, Mascairòlas, Bonvilar, Mirabèl, Sadran, la Vidala, Taisser Alt, Taisser Bas i Pònç.
El 2019 es va fusionar amb els municipis veïns de lo Bolben, Sent Matre i Sauç per a formar el municipi de Lo Bolben, Fargas, Sent Matre e Sauç.

## Demografia
| 1962                                       | 1968 | 1975 | 1982 | 1990 | 1999 | 2007 |
| ------------------------------------------ | ---- | ---- | ---- | ---- | ---- | ---- |
| 203                                        | 212  | 188  | 171  | 175  | 149  | 163  |
| Des de 1962: població sense dobles comptes |      |      |      |      |      |      |

## Administració
| Període | Identitat         | Partit |
| ------- | ----------------- | ------ |
| 2001-   | André Seménadisse |        |